# Ee (Woudsend)
De Ee (Fries en officieel: De Ie) is een kanaal dat door het dorp Woudsend loopt in de gemeente Súdwest-Fryslân in de provincie Friesland. De anderhalve kilometer lange Ee maakt deel uit van de route van de Elfstedentocht.
De Ee loopt van het meer Noorder Ee aan de noordzijde van Woudsend in zuidelijke richting. In het dorp kruist het de Wellesloot, die in oostelijke richting naar het Koevordermeer loopt, en de Woudsenderrakken, de verbinding met het Heegermeer in noordwestelijke richting. In het centrum van Woudsend ligt de Hellingbrêge, de enige brug over de Ee. Langs de Ee staat de voormalige gereformeerde kerk en houtzaagmolen De Jager.  Aan de zuidzijde van het dorp loopt het kanaal over het Ie Aquaduct in de N928 naar het Slotermeer. Aan de zuidzijde van dit meer is er verbinding met de rivier Ee in de gemeente De Friese Meren. 

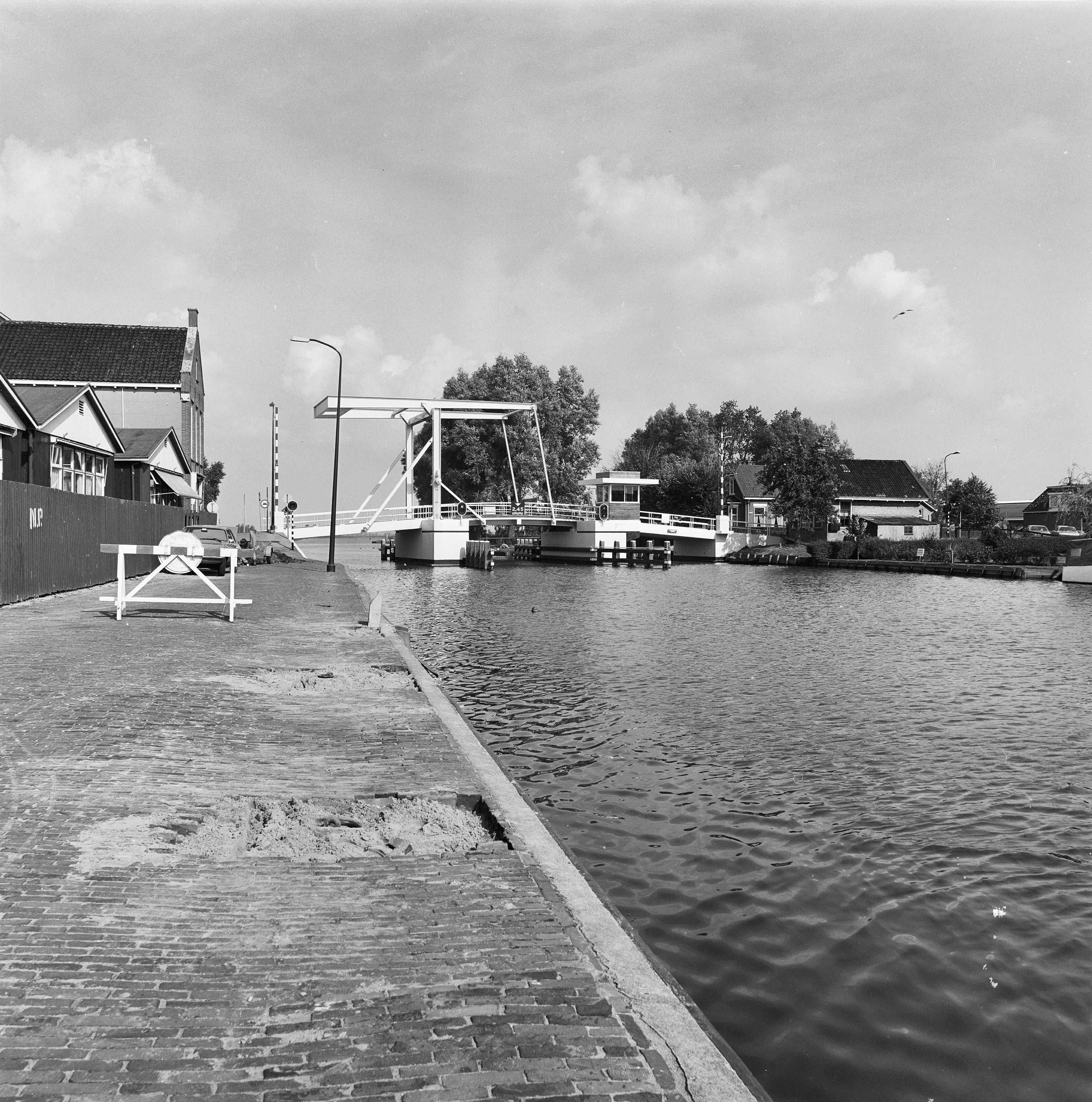
Hellingbrêge, brug over de Ee in Woudsend (1975)

Zwette · Stadsgracht (Sneek) · Geeuw · Wijddraai · Wijde Wijmerts · Nauwe Wijmerts · Noorder Ee · Ee (Woudsend) · Slotermeer · Slotergat · Slotermeer · Luts · Van Swinderenvaart · Spookhoekstervaart · Rijstervaart · Oud-Karre · Johan Frisokanaal · Morra · Johan Frisokanaal · Noorderdijkvaart · Het Wijd · De Gronzen · Indijk · Zijlroede (Hindeloopen) · Oude Oostervaart · Dijkvaart · Horsa · Burevaart · Diepe Dolte · Workumertrekvaart · Het Kruiswater · Stadsgracht (Bolsward) · Witmarsumervaart · Harlingervaart · Bolswardervaart · Zuidoostersingel · Noordoostersingel · Noordergracht (Harlingen) · Van Harinxmakanaal · Sexbierumervaart · Noordergracht (Franeker) · Dongjumervaart · Ried · Berlikumerwijd · Moddergat · Wierzijlsterrak · Blikvaart · Zuidhoekstervaart · Ouwe Rij · Leistervaart · Finkumervaart · Dokkumer Ee · Het Kleindiep · Dokkumer Ee · Oudkerkstervaart · Murk · Ouddeel · Bonkevaart (finish)